# Carosgau

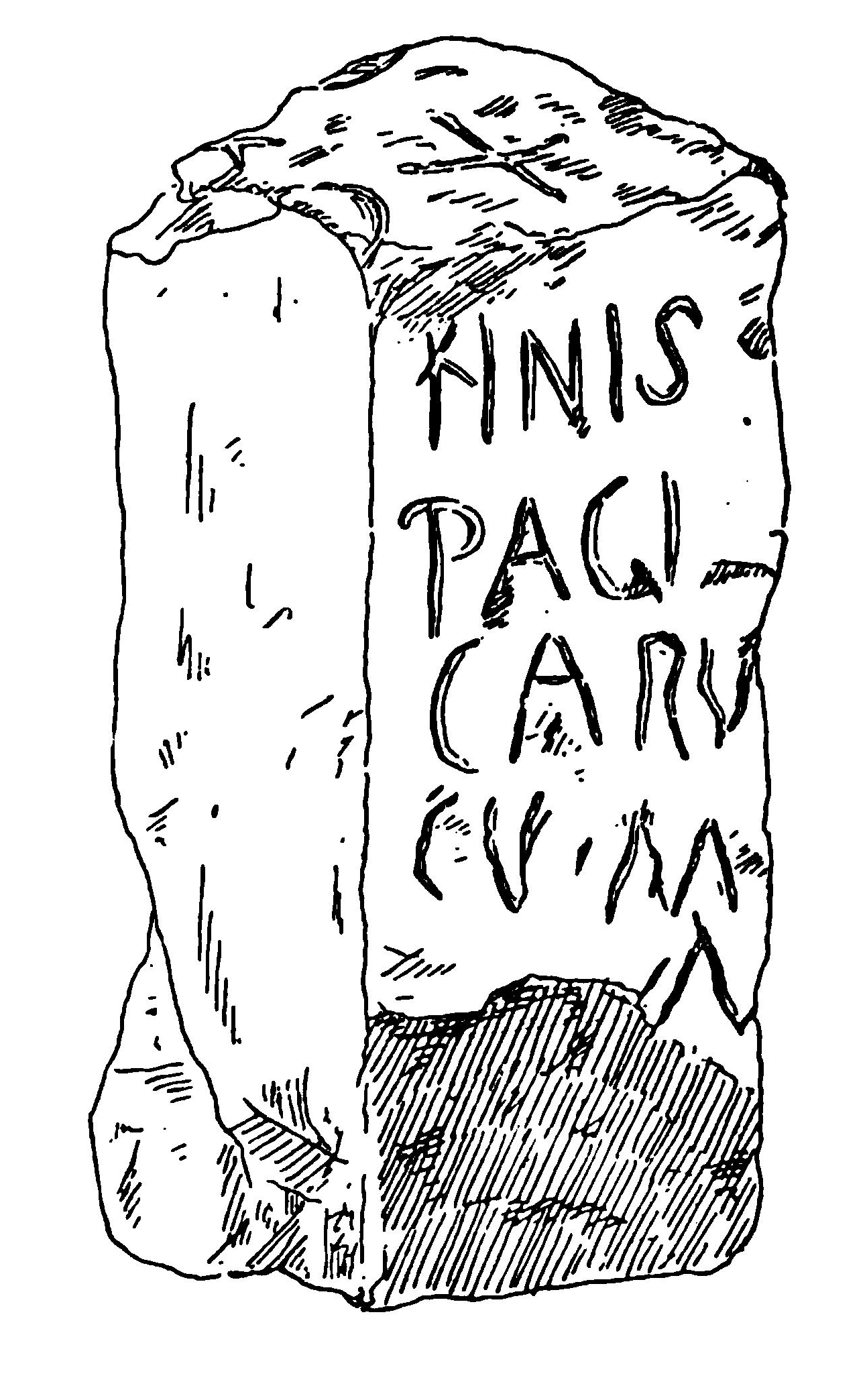
Grenzstein des Pagus Carucum, abgezeichnet von Felix Hettner nach einem Gipsabguss des Provinzialmuseums in Trier (1903)

Carosgau ist eine frühmittelalterliche Gemarkung in der Südeifel am Oberlauf der Flüsse Kyll, Nims und Prüm. Er ist in Urkunden des 8. – 10. Jahrhunderts mit den lateinischen Namensformen pagus Carouuascus, Car(r)ascus, Caroscus oder Caroascus belegt.
Der Name wurde in der Forschung in Verbindung gebracht mit einer Inschrift FINIS PAGI CARV|CVM ("Grenze des Gaus der Carucer"), die auf einem Stein bei Neidenbach nahe Kyllburg an der Römerstraße zwischen Trier und Köln entdeckt und erstmals 1876 publiziert wurde. Diese Inschrift ist das einzige Zeugnis für den mutmaßlichen Stammes- oder Völkernamen Caruces, dessen Etymologie und genaue Deutung unsicher sind.
Über die fraglichen Caruces hat man unter anderem vermutet, dass sie mit den bei Caesar, De bello Gallico II,4 genannten keltischen Caerosi identisch sein könnten, deren Name in den mittelalterlichen Handschriften von De bello gallico die Varianten Caeroesi, Ceroesi, Caerosi und Cerosi aufweist und in seiner Etymologie ebenfalls unsicher ist.